# Ergasilus turgidus
Ergasilus turgidus is een eenoogkreeftjessoort uit de familie van de Ergasilidae. De wetenschappelijke naam van de soort is voor het eerst geldig gepubliceerd in 1920 door Fraser.